# David Sloane
Pour les articles homonymes, voir Sloane.
David Sloane (né le 6 avril 1985 à Ambler en Pennsylvanie aux États-Unis) est un joueur professionnel américain de hockey sur glace.

## Biographie
Il fait ses débuts avec les Phantoms de Philadelphie de la Ligue américaine de hockey et avec les Flyers de Philadelphie de la Ligue nationale de hockey en 2008-2009 en jouant un match avec chacune des équipes alors qu'il évolue encore dans le championnat universitaire avec les Raiders de Colgate.
En 2010 il remporte la Coupe Calder remise au champion de la Ligue américaine de hockey avec les Senators de Binghamton.

## Statistiques
| Saison     | Équipe                   | Ligue      |    | Saison régulière | Saison régulière | Saison régulière | Saison régulière | Saison régulière |   | Séries éliminatoires | Séries éliminatoires | Séries éliminatoires | Séries éliminatoires | Séries éliminatoires |
| Saison     | Équipe                   | Ligue      | PJ | B                | A                | Pts              | Pun              | PJ               | B | A                    | Pts                  | Pun                  |                      |                      |
| 2004-2005  | Steel de Chicago         | USHL       | 17 | 0                | 1                | 1                | 12               | -                | - | -                    | -                    | -                    |                      |                      |
| 2005-2006  | Raiders de Colgate       | NCAA       | 27 | 4                | 1                | 5                | 16               | -                | - | -                    | -                    | -                    |                      |                      |
| 2006-2007  | Raiders de Colgate       | NCAA       | 35 | 4                | 5                | 9                | 27               | -                | - | -                    | -                    | -                    |                      |                      |
| 2007-2008  | Raiders de Colgate       | NCAA       | 32 | 2                | 3                | 5                | 20               | -                | - | -                    | -                    | -                    |                      |                      |
| 2008-2009  | Raiders de Colgate       | NCAA       | 35 | 0                | 4                | 4                | 37               | -                | - | -                    | -                    | -                    |                      |                      |
| 2008-2009  | Phantoms de Philadelphie | LAH        | 1  | 0                | 0                | 0                | 2                | -                | - | -                    | -                    | -                    |                      |                      |
| 2008-2009  | Flyers de Philadelphie   | LNH        | 1  | 0                | 0                | 0                | 0                | -                | - | -                    | -                    | -                    |                      |                      |
| 2009-2010  | Wings de Kalamazoo       | ECHL       | 5  | 0                | 2                | 2                | 4                | -                | - | -                    | -                    | -                    |                      |                      |
| 2009-2010  | Phantoms de l'Adirondack | LAH        | 20 | 0                | 1                | 1                | 23               | -                | - | -                    | -                    | -                    |                      |                      |
| 2010-2011  | Senators de Binghamton   | LAH        | 2  | 0                | 0                | 0                | 4                | 6                | 0 | 0                    | 0                    | 0                    |                      |                      |
| 2010-2011  | Cyclones de Cincinnati   | ECHL       | 7  | 0                | 0                | 0                | 2                | -                | - | -                    | -                    | -                    |                      |                      |
| 2010-2011  | Jackals d'Elmira         | ECHL       | 18 | 0                | 1                | 1                | 12               | 2                | 0 | 0                    | 0                    | 0                    |                      |                      |
| Totaux LNH | Totaux LNH               | Totaux LNH | 1  | 0                | 0                | 0                | 0                | -                | - | -                    | -                    | -                    |                      |                      |